# Pierre-Louis Surugue
Pour les articles homonymes, voir Surugue.
Ne pas confondre avec son père Louis Surugue (1686-1762), également graveur.
Pierre-Louis Surugue (1710 - 1772) est un graveur français.

## Biographie
Pierre-Louis Surugue est né à Paris le 10 février 1710.
Il est le fils du graveur Louis Surugue (1686 - 1762), qui l'a formé à l'art de la gravure.
Surugue expose au Salon de 1742 à 1761.
Il devient académicien le 29 juillet 1747, est fait chevalier de l'Ordre de l'Éperon d'or (Vatican) et comte de Laterano.
Pierre-Louis Surugue est mort à Paris le 29 avril 1772.

## Œuvre

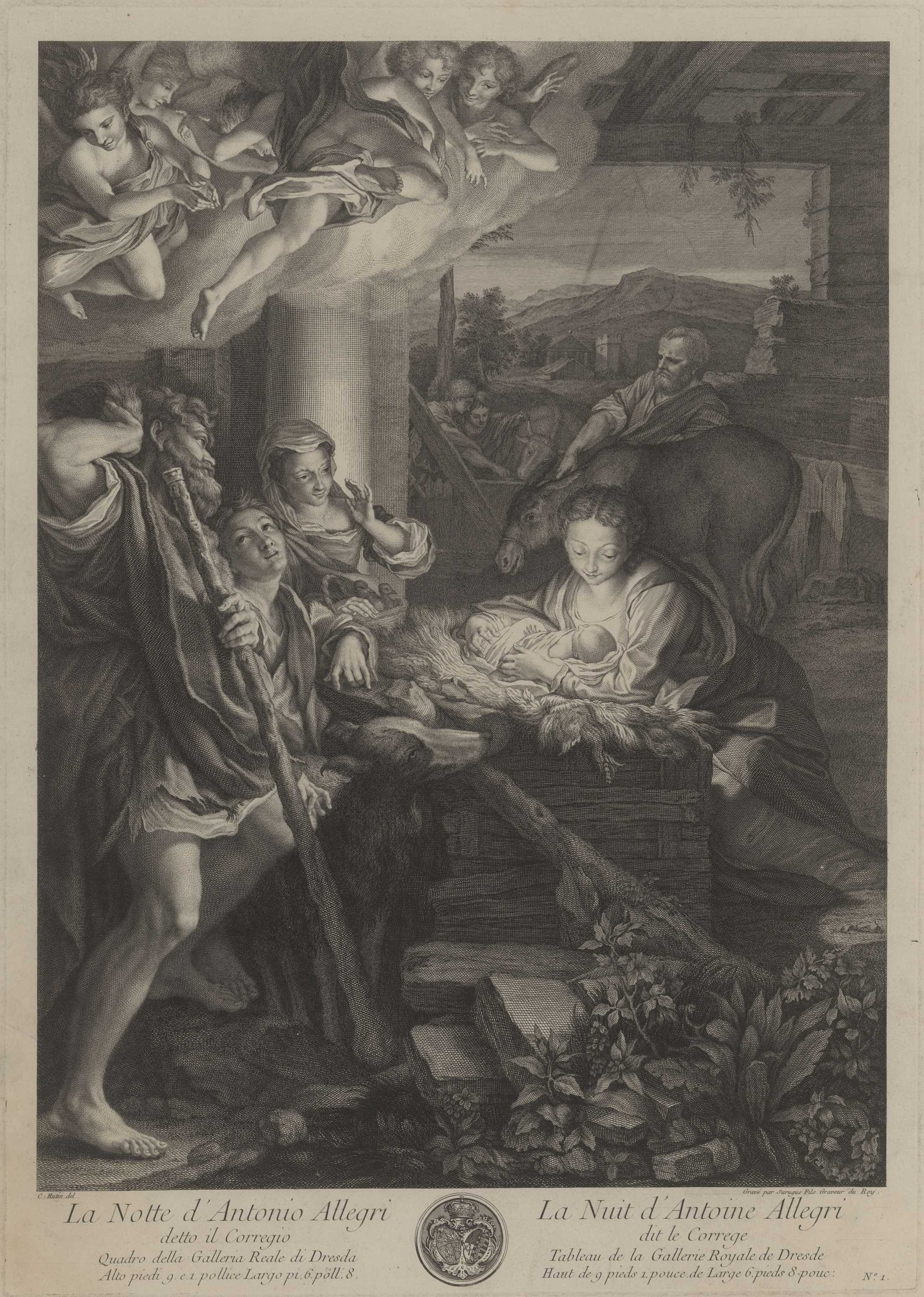
La Nativité (vers 1750), d'après Guido Reni, Gemäldegalerie Alte Meister.

La Bibliothèque nationale de France conserve des estampes de Pierre-Louis et de son père Louis : 67 burins et eaux-fortes,; le Metropolitan Museum of Art en conserve trois de Pierre-Louis et le Département des arts graphiques du musée du Louvre en conserve treize, dont onze sont des estampes d'après Jean Siméon Chardin.
Pierre-Louis Surugue a réalisé plusieurs gravures d'interprétation et a illustré des livres. Dans le Dictionnaire des graveurs anciens et modernes depuis l'origine de la gravure, Pierre-François Basan signale les estampes suivantes :
- La Nativité du Sauveur, pour le recueil de la galerie royale de Dresde
- La Vierge accompagnée de Saint Jérôme, & des Sains Crespin & Crespinien, d'après Guido Reni
- Le Jugement de Pâris, d'après Hendrik Goltzius
- Le Portrait du père de Rembrandt, d'après Rembrandt
- Roland apprenant des bergers la fuite d'Angelique & de Médor, d'après Charles Coypel

Autres estampes
- Frontispice pour le "Tombeau de Guillaume III", eau-forte et burin d'après François Boucher, pour le recueil Tombeaux des princes, des grands capitaines et autres hommes illustres qui ont fleuri dans la Grande Bretagne vers la fin du XVIIe et le commencement du XVIIIe siècle, gravés par les plus habiles maîtres de Paris, d'après les tableaux et dessins originaux des plus célèbres peintres d'Italie, chez Basan et Poignanr, Paris, 1736